# Eva Björg Ægisdóttir
Eva Björg Ægisdóttir (geboren 1988 in Akranes, Island) ist eine isländische Schriftstellerin.

## Leben
Eva Björg Ægisdóttir gewann als 15-Jährige einen Schreibwettbewerb für Kurzgeschichten. Nach ihrem Schulabschluss begann sie ein MSc-Studium in Globalisierung an der Norges teknisk-naturvitenskapelige universitet in Trondheim, Norwegen. Nach der Rückkehr nach Island schrieb sie einen ersten Kriminalroman, während sie zugleich als Stewardess arbeitete und ihre Kinder versorgte.
Der Roman Marrið í stiganum erschien 2018 und wurde Nummer eins der isländischen Bestsellerliste, in mehrere Sprachen übersetzt und kam unter dem Titel Verschwiegen im Januar 2023 beim Kölner Verlag Kiepenheuer & Witsch heraus. Sie gewann damit 2019 auch den bekannten isländischen Blackbird Award, den Yrsa Sigurðardóttir und Ragnar Jónasson schufen, um weitere isländische Krimi-Nachwuchsautoren zu ermutigen.
Danach erschienen mehrere weitere Kriminalromane im gleichen Forbidden Iceland-Seriensetting. Im Vereinigten Königreich kamen sie übersetzt unter den Titeln Girls Who Lie (2020) und Night Shadows (2021) beim kleinen Londoner Verlag Orenda Books heraus. The Creak on the Stairs gewann den britischen Krimiautorenpreis CWA John Creasey (New Blood) Dagger. In der britischen Presse und Buchhandelsszene wird sie seither als „Icelandic Ruth Rendell“ bezeichnet.
In der siebten Kalenderwoche 2023 stieg die Neuerscheinung Verschwiegen auf Anhieb auf Platz 23 der Bestsellerliste Belletristik (Paperback) des Börsenvereins des deutschen Buchhandels ein. Der Verlag Kiepenheuer & Witsch hat den zweiten Roman der Forbidden Iceland-Serie unter dem Titel Verlogen bereits auf seiner Webpräsenz angekündigt.
Eva Björg Ægisdóttir lebt mit ihrem Lebenspartner und ihren drei Kindern in Reykjavík.

## Werke
- Marrið í stiganum, Bjartur & Veröld bókaforlag, Reykjavík 2018.
  - Verschwiegen. Ein Island-Krimi. Aus dem Isländischen von Freyja Melsted, Kiepenheuer & Witsch, Köln 2023, ISBN 978-3-462-00258-4.
- Stelpur sem ljúga, Bjartur & Veröld bókaforlag, Reykjavík 2020.
  - Verlogen. Ein Island-Krimi. Aus dem Isländischen von Freyja Melsted, Kiepenheuer & Witsch, Köln 2023, ISBN 978-3-462-00296-6.
- Næturskuggar, Bjartur & Veröld bókaforlag, Reykjavík 2021.
  - Verborgen. Ein Island-Krimi. Aus dem Isländischen von Freyja Melsted, Kiepenheuer & Witsch, Köln 2024, ISBN 978-3-462-00586-8.
- Þú sérð mig ekki, Bjartur & Veröld bókaforlag, Reykjavík 2022.
  - Verlassen, Ein Island-Krimi. Aus dem Isländischen von Freyja Melsted, Kiepenheuer & Witsch, Köln 2025, ISBN 978-3-462-00692-6.
- Strákar sem meiða, Bjartur & Veröld bókaforlag, Reykjavík 2023.
  - Verschworen, Ein Island-Krimi. Aus dem Isländischen von Freyja Melsted, Kiepenheuer & Witsch, Köln 2025, ISBN 978-3-462-00829-6.
- Heim fyrir myrkur,  Bjartur & Veröld bókaforlag, Reykjavík 2023.

### Verschwiegen
Der Schauplatz ist die Küstenstadt Akranes an der isländischen Westküste nördlich der Hauptstadt. Die ereignisarme Kleinstadtidylle wird aufgewirbelt durch den Fund der Leiche einer jungen Frau beim Leuchtturm. Die Ermittlerin Elma, die selbst in Akranes aufwuchs und nach dem Ende ihrer Beziehung aus Reykjavík zurückgekehrt ist, übernimmt mit ihren Kollegen Saevar und Hördur. Sie decken eine ganze Reihe bislang verborgener Verbrechen in Zusammenhang mit der Toten auf. Die lokale Gesellschaft gerät in höchste Aufregung.
Der Roman ist ein psychologischer Krimi vor nordisch rauen Menschen und Landschaften. Er ging direkt an die Spitze der isländischen Bestsellerliste und brachte mit vielen Lizenzverkäufen der Autorin den internationalen Durchbruch. Erschienen ist der Roman bislang auf Englisch, Französisch, Deutsch und Polnisch.

## Auszeichnungen
- 2019: isländischer Krimipreis Svart Fuglinn (engl.: Blackbird Award) für Marrið í stiganum (dt.: Verschwiegen)
- 2021: britischer CWA John Creasey (New Blood) Dagger für The Creak on the Stairs (dt.: Verschwiegen)[6]

## Wikilinks
- Autorenprofil Eva Björg Ægisdóttir beim isländischen Verlag Bjartur & Veröld (isländisch)

## Belege
1. ↑  Über Night Shadows, orendabooks.co.uk, abgerufen am 20. Februar 2023 (englisch)
2. ↑  Alle weiteren Charts-Premieren der Woche im Überblick, boersenblatt.net vom 15. Februar 2023, abgerufen am 20. Februar 2023
3. ↑  Autorenprofil Eva Björg Ægisdóttir bei Kiepenheuer & Witsch, abgerufen am 20. Februar 2023
4. ↑  Verschwiegen. Ein Island-Krimi. Mörderisches Island, Band 1, kiwi-verlag.de, abgerufen am 20. Februar 2023
5. ↑  Verschwiegen: Auftakt einer neuen Krimi-Reihe, Rezension auf WDR 2 vom 8. Februar 2023, abgerufen am 20. Februar 2023
6. ↑  Eva Björg Ægisdóttir has WON the CWA John Creasey (New Blood) Dagger for her chilling The Creak on the Stairs, orendabooks.co.uk, abgerufen am 20. Februar 2023

| Personendaten    | Personendaten                |
| ---------------- | ---------------------------- |
| NAME             | Eva Björg Ægisdóttir         |
| ALTERNATIVNAMEN  | Ægisdóttir, Eva Björg        |
| KURZBESCHREIBUNG | isländische Schriftstellerin |
| GEBURTSDATUM     | 1988                         |
| GEBURTSORT       | Akranes                      |